# Тепляшка
Тепляшка — река в России, протекает в Пучежском и Юрьевецком районах Ивановской области. Устье реки находится в 2349 км от устья Волги по правому берегу Горьковского водохранилища. Длина реки составляет 11 км.
Исток реки западнее деревни Вонявино в 23 км к северо-западу от города Пучеж. Река течёт на северо-восток. В верхнем течении на берегах реки деревни Вонявино, Жабрево, Насониха, Панюшиха (Пучежский район); в нижнем течении — деревни Вантино-Богородск, Кулигино, Середухино, Новленское (Юрьевецкий район). Впадает в Горьковское водохранилище в деревне Костромка.

## Данные водного реестра
По данным государственного водного реестра России относится к Верхневолжскому бассейновому округу, водохозяйственный участок реки — Волга от города Кострома до Горьковского гидроузла (Горьковское водохранилище), без реки Унжа, речной подбассейн реки — Волга ниже Рыбинского водохранилища до впадения Оки. Речной бассейн реки — (Верхняя) Волга до Куйбышевского водохранилища (без бассейна Оки).
По данным геоинформационной системы водохозяйственного районирования территории РФ, подготовленной Федеральным агентством водных ресурсов:
- Код водного объекта в государственном водном реестре — 08010300412110000016958
- Код по гидрологической изученности (ГИ) — 110001695
- Код бассейна — 08.01.03.004
- Номер тома по ГИ — 10
- Выпуск по ГИ — 0